# Ontroerend Goed
Ontroerend Goed is een Belgisch theatergezelschap dat bekend staat voor het opzoeken van de grenzen van het medium theater. Dit leidde tot allerlei experimentele voorstellingen, vaak op speciale locaties of met unieke concepten.

## Geschiedenis
In 1994 werd het gezelschap opgericht als een Gents dichterscollectief door Alexander Devriendt, David Bauwens, Jeffrey Caen en Joeri Smet. Later versterkte Sophie De Somere de vaste kern. 
In 2001-2003 kwam een eerste doorbraak met de PORRORtrilogie, die zich afspeelde in de Gentse bar Hotsy Totsy. Deze trilogie kreeg de STUK-prijs in de categorie Jong Theater op het festival Theater aan Zee in Oostende.
Ontroerend Goed maakte ook een trilogie van voorstellingen waarin het publiek op een individuele manier benaderd wordt: In The Smile Off Your Face (2004), Intern (2007) en A Game of You (2009). Het eerste luik ontving prijzen op het Edinburgh Fringe Festival (2007) en Adelaide Fringe Festival (2008).
In 2007 bracht Alexander Devriendt samen met het Gentse theatergezelschap KOPERGIETERY aan de jongerenvoorstelling Pubers bestaan niet over de clichés van puber zijn. In 2010 kwam hierop met Teenage Riot een vervolg over de eenzaamheid en nood aan onbeperkt experimenteren van jonge tieners.

## Projecten
- A Game of You (2009 en 2023)
- A History of Everything (Frans: Une histoire de tout) (2012)
- All That Is Wrong (2012)
- All Work and No Plays
- Are we not drawn onward to new erA
- Artificial: Room One (2019)
- Audience (2011)
- Cinékaraoke (2005)
- Every word was once an animal
- Exsimplicity (2004)
- Fight Night (2013 en 2024)
- Funeral
- Handle with Care
- Hard To Get (2007)
- Intern (Engels: Internal; Frans: Interne) (2007)
- Keys (2006)
- Killusion (2005)
- Kissing Disease (2005)
- Loopstation (2018)
- OMG (2014)
- Personal Tragedy (2008)
- Pieces of Work
- Porror Trilogy (2001-2003)
- Pubers Bestaan Niet (Engels: Once and For All; Frans: Une Fois Pour Tous) (2008)
- Soap (2006)
- SUMMIT
- Teenage Riot (2010)
- Thanks for Being Here
- The Smile Off Your Face (2004 en 2017)
- This (work in progress)
- TM
- Under The Influence (2009)
- Vrede Op Aarde Aan Alle Mensen Van Goede Wil (Engels: Peace On Earth To All Men Of Good Will; Frans: Paix sur la terre aux hommes de bonne volonté) (2007)
- Wijven (Engels: Sirens; Frans: Sirens) (2014)
- World Without Us (Frans: Monde sans nous) (2016)
- XXXO (2012)